# Porcelana Teixeira
A Porcelana Teixeira, tradicional empresa ceramista que produz porcelana, está situada em São Caetano do Sul no estado de São Paulo. 

## História
Foi fundada em 1940 pelos irmãos Teixeira, portugueses descendentes de tradicionais artesãos ceramistas e oriundos da região de Aveiro onde se localiza a fábrica da Vista Alegre em Portugal. No Brasil, os irmãos inicialmente trabalharam em cerâmicas nas cidades de Rio de Janeiro e São Caetano do Sul.
Em 1939, decidiram criar sua própria empresa de porcelanas finas e em 1940 nascia a Teixeira & Barreto Ltda. em São Caetano do Sul. Mais tarde a empresa chamou-se Virgílio Teixeira & Irmão e em 1980 passou a Porcelana Teixeira Ltda.
Na década dos anos 2000, percebendo a demanda do mercado por peças diferenciadas, a Porcelana Teixeira associou-se a uma empresa desenvolvedora de design, dirigida por um membro da família Teixeira, passando então a produzir peças assinadas por designers, além de sua própria linha de produtos.
Em 2018, a empresa desenvolveu as peças assinadas pelo artista chinês Ai Weiwei e utilizadas em sua mostra na cidade de São Paulo.